# Incidente dell'Antonov An-32 dell'Aeronautica militare indiana del 2019
Il 3 giugno 2019, un Antonov An-32 dell'Aeronautica militare indiana in rotta dall'aeroporto di Jorhat a Mechuka, nell'Arunachal Pradesh, ha perso i contatti con il controllo di volo a terra circa 33 minuti dopo il decollo. A bordo c'erano 13 persone. Dopo un'operazione di ricerca durata una settimana, il relitto, senza superstiti, è stato trovato vicino alle colline di Pari, nei pressi del villaggio di Gatte, nell'Arunachal Pradesh, a un'altitudine di 3 700 metri (12 100 ft).

## L'incidente
L'aereo da trasporto bimotore turboelica Antonov An-32 era in rotta dall'aeroporto di Jorhat nell'Assam verso il Mechuka Advanced Landing Ground nell'Arunachal Pradesh. L'aereo è decollato da Johrat alle 12:27 IST e ha perso il contatto con il controllo a terra alle 13:00 IST, circa 33 minuti dopo il decollo.
Dopo otto giorni di ricerche ostacolate dal maltempo, l'11 giugno 2019 il relitto dell'aereo è stato ritrovato nei pressi delle colline di Pari, vicino al villaggio di Gatte, 16 chilometri a nord di Lipo, nell'Arunachal Pradesh, a 3 700 metri (12 100 ft) di altitudine. L'aeronautica militare indiana aveva precedentemente offerto una ricompensa in denaro di ₹5 lakh (6.300 dollari) a chiunque fosse in grado di fornire informazioni sul velivolo. Per l'operazione di ricerca sono stati impiegati una flotta di aerei Sukhoi Su-30, C-130J e An-32, elicotteri Mi-17 e ALH, nonché l'esercito indiano, la polizia di frontiera indo-tibetana e le forze di polizia dello Stato. Anche un Boeing P-8i della Marina indiana si è unito alle ricerche. Sono stati utilizzati anche i satelliti Cartosat e RISAT dell'ISRO.
Il 12 giugno 2019, una squadra di 15 soccorritori è stata fatta paracadutare vicino al luogo dell'incidente, ma non è riuscita a raggiungere il luogo a causa del terreno accidentato e del maltempo. Il giorno successivo, la squadra ha raggiunto il sito e ha riferito che non c'erano sopravvissuti e che avevano recuperato i registratori di volo dell'aereo.